# Antonio Pigliaru
Antonio Pigliaru (pronuncia Pìgliaru, con l’accento sulla prima i; Orune, 17 agosto 1922 – Sassari, 27 marzo 1969) è stato un giurista, filosofo e educatore italiano.
Tra le molteplici tematiche del suo impegno intellettuale una è di particolare interesse: la sua interpretazione dei problemi socio-economici delle zone interne della Sardegna, che inquadrò e tentò di spiegare nell'ambito della propria visione etico-politica

## Biografia
Nasce a Orune, in provincia di Nuoro, ultimo di cinque figli; i genitori, Pietro e Maria Murgia, sono due maestri elementari, accomunati dunque dalla stessa formazione culturale e dal lavoro, ma di provenienza sociale diversa. La famiglia di Pietro è di origine contadina, attività marginale rispetto alla pastorizia prevalentemente praticata in paese; nonostante le scarse disponibilità economiche, dopo le elementari continua negli studi. Maria, la cui madre è maestra, proviene da Sassari: ha vissuto in una realtà più aperta e si reca ad Orune, dopo il diploma, per insegnarvi. Si sposano nel 1909.
Finite le elementari Antonio, che nel frattempo ha perso il padre, lascia il paese, al quale rimase comunque sempre profondamente legato, e si trasferisce a Sassari, presso i nonni materni, per completare gli studi ginnasiali e liceali nel Convitto Canopoleno.
Nel 1940 aderì al Gruppo Universitario Fascista, dove fece le sue prime esperienze culturali, collaborando al giornale dell'organizzazione, scrivendo soprattutto di teatro. Coltiva le sue aspettative nella "rivoluzione fascista", come tanti giovani della sua generazione, rifiutandone però le degenerazioni che il regime sta subendo.
Frequenta dal 1941 l'Università a Cagliari nella Facoltà di lettere e filosofia. Il 24 maggio 1944 fu arrestato, accusato di gravissimi reati: spionaggio, guerra civile, cospirazione politica. Il 29 agosto venne condannato dal tribunale militare territoriale della Sardegna a sei anni di reclusione. Rimase in carcere sino al 1946, quando venne scarcerato in seguito all’amnistia Togliatti.
Ripresi gli studi, in pochi mesi supera tutti gli esami e si laurea a Cagliari con una tesi sull'esistenzialismo in Giacomo Leopardi.
Nell'aprile del 1949 è assistente volontario alla cattedra di Filosofia del diritto dell'Università di Sassari, diventando assistente ordinario un anno dopo; consegue la libera docenza nella stessa disciplina e nel 1967, vinto il concorso, è professore ordinario di Dottrina dello Stato. Nel 1949 nasce la rivista "Ichnusa", di cui fu animatore ed ispiratore. La rivista uscì, con diverse sospensioni, fino al 1964. A partire 1956 Pigliaru decide di darle un nuovo ruolo, meno generalista ma più attento e teso a dar voce soprattutto alla "questione sarda": gli editoriali, da lui redatti, vengono sempre più spesso dedicati ai problemi della regione e la rivista si propone come laboratorio di discussione, chiamando a raccolta un'intera generazione di giovani intellettuali isolani impegnati per la rinascita dell'isola e per i quali Pigliaru, in contatto con numerosi studiosi delle due università sarde di Sassari e di Cagliari, diventa un vero e proprio maestro e ideologo.
Muore a Sassari il 27 marzo 1969 durante una seduta di emodialisi, terapia alla quale si sottoponeva regolarmente per curare la grave insufficienza renale che lo accompagnò per gran parte della sua vita.
Nel 2012 per i festeggiamenti dei 450 anni dell'Università di Sassari, la sua immagine è stata apposta all'esterno del Dipartimento di Scienze Politiche, Scienze della Comunicazione e Ingegneria dell'Informazione dell'Ateneo.
Era il padre dell'ex presidente della Regione Sardegna, Francesco Pigliaru.

## Attività
Fu autore di numerosi saggi di grande spessore, considerati ancora oggi un punto di riferimento imprescindibile per il dibattito sulla cultura sarda. Inediti continuano ad apparire ancora adesso. Dopo un iniziale approdo alla filosofia di Giovanni Gentile, soprattutto nelle prime, importanti opere, Considerazioni critiche su alcuni aspetti del personalismo comunitario e Persona umana ed ordinamento giuridico si avvicinò al personalismo storicista di Giuseppe Capograssi, di cui accolse anche, con un'interpretazione originale, la teoria della pluralità degli ordinamenti giuridici di Santi Romano, (specie nel suo capolavoro di antropologia giuridica La vendetta barbaricina come ordinamento giuridico).
Successivamente sviluppò questioni del marxismo gramsciano, in particolare in Struttura, soprastruttura e lotta per il diritto, Gramsci e la cultura sarda e nell'incompiuto saggio su L'estinzione dello Stato.
Tra i suoi numerosi contributi sono anche da ricordare: Meditazioni sul regime penitenziario italiano (1959); La piazza e lo Stato (1961); Promemoria sull'obiezione di coscienza (1968).
È considerato uno dei più importanti antropologi giuridici italiani e uno dei maggiori studiosi della Sardegna (Scuola antropologica di Cagliari).
All'attività scientifica accompagnò un'intensa attività di "didattica popolare", organizzando ad esempio numerosi corsi di educazione per adulti e lavoratori in vari luoghi dell'isola. La sua vocazione pedagogica emerge anche in "Scuola", periodico con molti collaboratori, che esce nel 1954 e si rivolge ai maestri che si preparano al concorso magistrale. 
Venne eletto nel Comitato regionale della Sezione sarda dell'Associazione Italiana Biblioteche per il triennio 1955-1958 e confermato nel 1958-1961.
Alla sua memoria  sono intitolate la Biblioteca di scienze sociali  dell'Università di Sassari (già denominata Biblioteca interfacoltà per le scienze giuridiche, politiche ed economiche) e le Biblioteche comunali di Orune e di Porto Torres.

## Opere principali
- Considerazioni critiche su alcuni aspetti del personalismo comunitario - Sassari, 1950
- Persona umana ed ordinamento giuridico - Milano, 1953
- Meditazioni sul regime penitenziario italiano - Sassari, 1959 (ora Nuoro, 2009 con prefazione e postfazione di Salvatore Mannuzzu)
- La vendetta barbaricina come ordinamento giuridico - Milano, 1959 (ora Nuoro, 2000)
- La piazza e lo Stato - Sassari, 1961
- Sardegna, una civiltà di pietra - Roma, 1961 (con Franco Pinna e Giuseppe Dessì)
- Struttura, soprastruttura e lotta per il diritto - Padova, 1965
- "Promemoria" sull'obiezione di coscienza - Sassari, 1968 (ora Nuoro, 2009 con prefazione di Virgilio Mura)
- Gramsci e la cultura sarda - Roma, 1969 (ora Nuoro, 2008 con prefazione di Paolo Carta)

## Opere postume
- Il banditismo in Sardegna - Milano, 1970 e successive edizioni
- Antonio Pigliaru: politica e cultura, antologia degli scritti pubblicati sulla rivista Ichnusa - Sassari, 1971 (a cura di Manlio Brigaglia, Salvatore Mannuzzu, Giuseppe Melis Bassu; con scritti di: Gigi Ghirotti ... et al.)
- Il rispetto dell'uomo - Sassari, 1980 (con una nota di Antonio Delogu)
- Scritti sul fascismo - Sassari, 1983
- La lezione di Capograssi - Roma, 2000 (con introduzione di Antonio Delogu)
- Saggi capograssiani - Roma, 2010 (con introduzione di Antonio Delogu)
- Per un primo giorno di scuola: lettera a una professoressa - Sassari, 2002
- Le parole e le cose: alfabeto della democrazia - Sassari, 2005